# عمليات تزوير يورانيوم النيجر
عمليات تزوير يورانيوم النيجر  هي وثائق مزورة صدرت في عام 2001 عن هيئة الاستخبارات الإيطالية، يبدو أنها تصور محاولة قام بها صدام حسين في العراق لشراء مسحوق اليورانيوم من النيجر أثناء أزمة نزع أسلحة العراق. واستنادا إلى هذه الوثائق والمؤشرات الأخرى، أكدت حكومتا الولايات المتحدة والمملكة المتحدة أن العراق انتهك عقوبات الأمم المتحدة المفروضة على العراق بمحاولة الحصول على مواد نووية بغرض إنتاج أسلحة الدمار الشامل.

## جدول زمني مختصر
وكان التقرير الأول لهذه الوثائق في  تقرير كبير للمخابرات التنفيذية لوكالة الاستخبارات المركزية (CIA) مؤرخ 18 أكتوبر 2001، بعنوان: «العراق: جهود المشتريات المتصلة بالأسلحة النووية». ولم تعتبر هذه المعلومات مؤكدة ولم يبذل الكثير للترويج لهذه المطالبة فورا.
وقد أرسلت هذه الوثائق إلى مكتب المخابرات المركزية الأميركية في روما من قبل المخابرات العسكرية وجهاز الأمن.
وفي 10 مايو 2002، أعد مكتب تحليل الشرق الأدنى وجنوب آسيا التابع لوكالة الاستخبارات المركزية (CIA) التابع لإدارة الاستخبارات (DI) كتابا إعلاميا للجنة الرؤساء لتحديث وضع برامج أسلحة الدمار الشامل العراقية. وأشارت الوثيقة إلى أن «جهاز حكومي أجنبي يقول إن العراق كان يحاول الحصول على 500 طنا من اليورانيوم من النيجر».
في 22 تموز 2002، نشرت وزارة الطاقة في الولايات المتحدة منتجا للاستخبارات (تسليط الضوء على المعلومات اليومية، الجهود المبذولة لإعادة بناء الطاقة النووية؟). التي أبرزت المعلومات الاستخباراتية بشأن اتفاقية يورانيوم العراق والنيجر باعتبارها أحد المؤشرات الثلاثة التي تشير إلى أن العراق ربما يعيد بناء برنامجه النووي.

### النشر الثاني والثالث
ونشر المعهد هذه الوثائق المزورة على الولايات المتحدة في أوائل سبتمبر 2002. وكان أحد المصادر «وكيلا سابقا» مشبوها من مؤسسة SISMI التي كانت تعمل في بعض الأحيان وطفت من أجلهم، الذين كانوا يبيعون الوثائق.
وبشكل أكثر رسمية، أحضر Nicolò Pollari، رئيس SISMI، قصة الكعكة الصفراء للنيجر مباشرة إلى البيت الأبيض، الذي يجتمع سرا في واشنطن في 9 سبتمبر 2002، مع نائب مستشار الأمن القومي ستيفن هادلي آنذاك. وفي ذلك الشهر، أصبحت ادعاءات صدام الذي يحاول شراء يورانيوم الكعكة الصفراء من النيجر أقوى بكثير. وفي سبتمبر 2002  , نشرت وكالة مخابرات الدفاع تقييما للمخابرات (تقييم مخابرات الدفاع، برنامج العراق النووي الناشئ) الذي حدد جهود العراق الأخيرة لإعادة بناء برنامجها النووي بما في ذلك حيازة اليورانيوم. وحول هذه القضية قال التقييم «لقد حاول العراق بشدة شراء خام اليورانيوم والكعكة الصفراء».
وفي 11 أيلول/سبتمبر 2002  ، اتصل موظفو مجلس الأمن الوطني بالمخابرات المركزية الأمريكية لإيضاح اللغة التي يمكن للرئيس بوش استخدامها. وقالت اللغة التي تم تطهيرها من قبل المخابرات الأمريكية المركزية، أن العراق قد بذلت عدة محاولات لشراء أنابيب الألومنيوم عالية القوة المستخدمة في الآلات الطاردة لتخصيب اليورانيوم للأسلحة النووية. ونحن نعلم ذلك أيضا: خلال السنوات القليلة الماضية، واصل العراق جهوده للحصول على كميات كبيرة من نوع من أكسيد اليورانيوم يعرف باسم الكعكة الصفراء، وهو عنصر أساسي في هذه العملية".
في أكتوبر 2002، أنتجت مجموعة المخابرات  (آي سي) تقديرا مخابراتا وطنيا يتكون من 90 صفحة حول برامج أسلحة الدمار الشامل العراقية التي ذكرت تقارير بأن العراق بدأ «يحاول بقوة شراء» المزيد من اليورانيوم من النيجر، بالإضافة إلى الصومال وجمهورية الكونغو الديمقراطية.
ولم يرد في هذا الخطاب ذكر محدد للكعك الأصفر والنيجر. وهناك تقارير كثيرة عن صراع حول هذا الموضوع، تقول إن مزاعم يورانيوم النيجر كانت في البداية في خطاب سينسيناتي لكن ذلك جاء نتيجة إصرار مدير وكالة الاستخبارات المركزية الأميركية جورج تينيت.

## العراق وأسلحة الدمار الشامل
وفي أواخر عام 2002  بدأت إدارة بوش في التماس الدعم للحرب في العراق باستخدام الشعار السياسي "تحالف الراغبين" للإشارة إلى ما أصبح فيما بعد القوة المتعددة الجنسيات - العراق. ولدعم ادعائها بأن العراق يمتلك اسلحة دمار شامل، أشارت الإدارة إلى معلومات استخباراتية من إيطاليا وبريطانيا وفرنسا تفصل التفاعلات بين صدام حسين وحكومتي النيجر والصومال وجمهورية الكونغو الديمقراطية. وعلى وجه التحديد   استشهد مدير وكالة الاستخبارات المركزية الأميركية جورج تينيت ووزير الخارجية الأميركي كولن باول بمحاولات حسين الحصول على اليورانيوم من النيجر في شهادتهما في سبتمبر/ أيلول أمام لجنة العلاقات الخارجية بمجلس الشيوخ. وفي ذلك الوقت، وباستخدام معلومات مستمدة من المصدر نفسه، أبلغت حكومة المملكة المتحدة علنا أيضا عن محاولة شراء من "دولة أفريقية" (غير مسماة). وفي كانون الأول/ديسمبر، أصدرت وزارة خارجية الولايات المتحدة صحيفة وقائع تتضمن قائمة بمسألة الكعكة الصفراء للنيجر المزعومة في تقرير معنون "أمثلة توضيحية للاغفال من جانب الدولة
 الإعلان العراقي لمجلس الأمن الدولي".[2]
الشكوك الأولية
واعتبر  بعض المحللين في الاستخبارات الأميركية الوثائق السرية التي تتناول بالتفصيل مقاربة عراقية لشراء يورانيوم من النيجر ملتبسة في المعلومات الاستخباراتية الأميركية. وقبل أيام من غزو العراق  اعربت الوكالة الدولية للطاقة الذرية عن شكوك جدية حول صحة الوثائق لمجلس الامنالدولى، وحوكمها على أنها مزيفة.[3]
جدل حول «ستة عشر كلمة» في حالة الاتحاد عام 2003
وقال الرئيس الاميركي جورج بوش في خطاب حالة الاتحاد الذي ألقاه في 2003 كانون الثاني/يناير «ان الحكومة البريطانية علمت بان صدام حسين سعى مؤخرا للحصول على كميات كبيرة من اليورانيوم من افريقيا».[4] وتعرف هذه الجملة الواحدة الآن باسم «الكلمات الستة عشر».[5] وفيما بعد سلمت الإدارة بأن الأدلة التي تدعم المطالبة لم تكن حاسمة وذكرت «أنه ما كان ينبغي إدراج هذه الكلمات الستة عشر أبدا». وعزت الإدارة الخطأ إلى وكالة الاستخبارات المركزية.[6] في منتصف عام 2003، أذاعت الحكومة الأمريكية تقدير المخابرات الوطنية لعام 2002، الذي تضمن رأيا مخالفا نشرته وزارة الخارجية الأمريكية يفيد بأن المخابرات التي تربط النيجر بصدام حسين كانت «مشتبه فيها بدرجة كبيرة»، وذلك في المقام الأول لأن محللي وكالة المخابرات التابعة لوزارة الخارجية لم يعتقدوا أن النيجر من المحتمل أن تشارك في مثل هذه الصفقة بسبب اتحاد فرنسي التي حافظت على سيطرة قريبة على صناعة اليورانيوم النجري.[7]
وحسب صحيفة واشنطن بوستفإن قوات الاحتلال لم تعثر على أي دليل على وجود برنامج نووي حالي. وقد أصبح البيان وكيف جاء في الخطاب محورا للمنتقدين في واشنطن والعواصم الأجنبية للضغط على القضية بأن البيت الأبيض تلاعب بالحقائق ليأخذ الولايات المتحدة إلى الحرب. وذكرت صحيفة «بوست» أن «عشرات المقابلات مع مسؤولي المخابرات وصناع القرار السياسيين الحاليين والسابقين في الولايات المتحدة وبريطانيا وفرنسا وإيطاليا تظهر أن إدارة بوش تجاهلت المعلومات الأساسية المتاحة في ذلك الوقت والتي أظهرت أن ادعاء العراق والنيجر كان موضع شك كبير».[8] مع صدور تقرير المعهد الوطني لإدارة الشئون الفنية لعام 2002، تعرضت إدارة بوش للانتقاد لإدلاقها البيان في دولة الاتحاد على الرغم من تقارير المخابرات الأمريكية المركزية ووزارة الخارجية التي تشكك في صدقها.
تقارير استخباراتية أوروبية وفرنسية
 نشرت صحيفة فاينانشال تايمز في صفحتها الأولى بتاريخ 28 حزيران/يونيه 2004 تقريرا من مراسل الأمن القومي مارك هوبان، يصف فيه ما بين 1999 و 2001، وكانت ثلاثة أجهزة استخبارات أوروبية لم تذكر اسمها على علم بأن النيجر ربما كانت منهمكة في مفاوضات غير مشروعة بشأن تصدير خام اليورانيوم لديها إلى كوريا الشمالية وليبياوالعراق وإيران والصين.[9] «تم نقل المعلومات نفسها إلى الولايات المتحدة»، لكن المسؤولين الأميركيين قرروا عدم إدراجها في تقييمهم، وأضاف هوبان في تقرير متابعة.[10]
أبلغت المخابرات الفرنسية الولايات المتحدة قبل عام من خطاب حالة الاتحاد للرئيس بوش أن الادعاء لا يمكن دعمه بأدلة قوية.[11]
 وتحتوي صحيفة صنداي تايمز المؤرخة 1 آب/أغسطس 2004 على مقابلة مع مصدر إيطالي يصف دوره في عمليات التزوير. وقال المصدر أنه يأسف لأنه لعب دورا في تمرير المعلومات المخابراتية الخاطئة.[12]
وعلى الرغم من أن الادعاءات الواردة في تقرير المخابرات البريطانية بشأن اهتمام العراق بخام الكعكة الصفراء من النيجر لم تسحب أبدا، فإن المخابرات الأمريكية المركزية ووزارة الخارجية لم تتمكن من التحقق منها ويقال إن الادعاءات كانت «مشكوك فيها إلى حد كبير».[13]
شكوك أميركية
وفي شباط /فبراير 2002، بذل ثلاثة مسؤولين أمريكيين مختلفين جهودا للتحقق من صحة التقارير. وكان نائب قائد القوات المسلحة الأمريكية في أوروبا، الجنرال البحري كارلتون و. فولفورد الابن، قد توجه إلى النيجر واجتمع مع رئيس البلاد، تانجا مامادو. وخلص إلى أنه نظرا للضوابط المفروضة على إمدادات اليورانيوم في النيجر، لم تكن هناك فرصة كبيرة لتحويل أي منها إلى العراق. وقد أرسل تقريره إلى رئيس هيئة الأركان المشتركة الجنرال ريتشارد مايرز. كما حضر الاجتماع السفير الامريكى لدى النيجر باربرو اوينز - كيركباتريك، وأرسل نتائج مماثلة لوزارة الخارجية.[14] وذكرت شبكة CNN الإخبارية في 14 مارس/آذار 2003 (قبل الغزو) أن الوكالة الدولية للطاقة الذرية وجدت الوثائق مزورة.[15]
ويلسون والنيجر
وفي أواخر فبراير/شباط 2002، أرسلت وكالة الاستخبارات المركزية السفير جوزيف ويلسون للتحقيق في الادعاءات بنفسه. وكان ويلسون قد عين في النيجر قبل 14 عاما، وطوال حياته المهنية الدبلوماسية في افريقيا، قام بإنشاء شبكة كبيرة من الاتصالات في النيجر. وقد قابل ويلسون رئيس وزراء النيجر السابق إبراهيم أسان ماياكيالذي أفاد أنه لم يكن على علم بمحاولة بيع العراق. غير أن ماياكي ذكر أن وفدا عراقيا أعرب في حزيران/يونيه 1999 عن اهتمامه «بتوسيع العلاقات التجارية»، التي فسرها على أنها تعني مبيعات الكعكة الصفراء.[16] وفي النهاية، استنتج ويلسون أنه لا توجد طريقة لتكثيف الإنتاج في مناجم اليورانيوم أو أنه كان يمكن تصدير اليورانيوم الزائد دون أن يكون واضحا على الفور للعديد من الناس في القطاع الخاص وفي حكومة النيجر. وقد عاد إلى منزله وأخبر المخابرات الأمريكية المركزية أن التقارير كانت «خاطئة بشكل لا لبس فيه».[17] احتفظت وكالة الاستخبارات المركزية بهذه المعلومات في قسم مكافحة الانتشار التابع لها ولم يتم تمريرها إلى مدير المخابرات المركزية الأمريكية، وفقا للنتائج التي توصل إليها بالإجماع تقرير لجنة الاستخبارات بمجلس الشيوخ المكونة من الحزبين في يوليو/تموز 2004.
النقد
 وكان السفير السابق ويلسون قد زعم أنه لم يجد أي دليل على محاولة صدام حسين شراء أو شراء يورانيوم من النيجر أثناء رحلته إلى النيجر.[18]
واقترحت لجنة الاستخبارات في مجلس الشيوخ أن يتم تفسير الأدلة التي عثر عليها ويلسون بشكل مختلف:
وأشار تقرير الاستخبارات إلى أن رئيس الوزراء النيجيرى السابق إبراهيم ماياكي لم يكن على علم بأي عقود تم توقيعها بين النيجر وأي دول مارقة لبيع الكعكة الصفراء بينما كان رئيسا للوزراء (1997-1999) أو وزيرا للخارجية (1996-1997). وقال ماياكي إنه لو كان هناك أي عقد من هذا القبيل أثناء فترة ولايته لكان على علم به. بيد أن ماياكي قال إنه في حزيران/يونيه 1999، قام رجل أعمال)REDACTID(،
اقترب منه وأصر على أن يلتقي ماياكي بوفد عراقي لمناقشة «توسيع العلاقات التجارية» بين النيجر والعراق. وقال تقرير المخابرات أن ماياكي فسر «توسيع العلاقات التجارية» على أنه يعني أن الوفد يريد مناقشة مبيعات الكعكة الصفراء لليورانيوم. وقال تقرير المخابرات أيضا إنه «على الرغم من أن الاجتماع عقد، فقد ترك ماياكي الأمر يسقط بسبب عقوبات الأمم المتحدة على العراق».[14]
وقد رد ويلسون على النقد بملاحظة أن اليورانيوم لم يناقش بالفعل في اجتماع 1999. عند مقابلة الصحافة، على سبيل المثال، قال ويلسون:
ولم يناقش اليورانيوم في ذلك الاجتماع. وإنها لمأساة أن نتصور أننا ذهبنا إلى الحرب بسبب محادثة لم تناقش فيها مسألة اليورانيوم لأن مسؤول النيجر كان على قدر من التطور يسمح له بأن يتصور أنه ربما كان يريد مناقشة اليورانيوم في وقت لاحق.[19]
مقال بانوراما
وقد  نشر كارلو روسلا، محرر بانوراما، الوثائق خلال الأسبوع الثالث من سبتمبر/أيلول 2002 ويمررها إلى السفارة الأميركية في روما في أكتوبر/تشرين الأول 2002.[20]
شكوك السي آي ايه
وفي أوائل أكتوبر/تشرين الأول 2002  اتصل جورج تينيت بنائب مستشار الأمن القومي ستيفن هادلي ليطلب منه إزالة الإشارة إلى يورانيوم النيجر من خطاب كان بوش سيلقيه في سينسيناتي في 7 أكتوبر/تشرين الأول. وتبع ذلك مذكرة تطلب من هادلي إزالة خط آخر مماثل. وأرسلت مذكرة أخرى إلى البيت الأبيض تعبر عن رأي وكالة الاستخبارات المركزية الأميركية بأن النيجر تزعم أنها كاذبة، وقد تم تسليم هذه المذكرة إلى كل من هادلي ومستشارة الأمن القومي كوندوليزا رايس.[21][22][23]
ويلسون وبليم
  كتب السفير المتقاعد جوزيف سي. ويلسون مقالا انتقادا في نيويورك تايمز شرح فيه طبيعة الوثائق ومعرفة الحكومة السابقة بعدم موثوقيتها للاستخدام في قضية الحرب. بعد وقت قصير من ظهور تصريح ويلسون، في عمود من قبل روبرت نوفاك، في دراسة لماذا تم إرسال موظف بوزارة الخارجية بدلا من عميل السي آي ايه المدرب، هوية زوجة ويلسون، محلل السي آي ايه فاليري بليم.  ويؤكد تقرير لجنة الاستخبارات بمجلس الشيوخ ومصادر أخرى أن بليم «قدم اسمه إلى رؤسائها».
الكلمات الفعلية التي تحدث عنها الرئيس بوش: «لقد علمت الحكومة البريطانية أن صدام حسين سعى مؤخرا إلى الحصول على كميات كبيرة من اليورانيوم من أفريقيا» تشير إلى أن مصدره هو المخابرات البريطانية وليس الوثائق المزورة.[24]
غير أن جورج تينيت اعترف بأن تقديم الادعاء كان خطأ، وقال «إن لدى الرئيس كل سبب للاعتقاد بأن النص الذي قدم إليه كان سليما. هذه الكلمات الـ 16 ما كان ينبغي أن تدرج أبدا في النص المكتوب للرئيس».[6]
تحليل الوكالة الدولية للطاقة الذرية
وعلاوة  على ذلك، أصدر المدير العام للوكالة الدولية للطاقة الذرية في آذار/مارس 2003 نتائج تحليله للوثائق. وتفيد التقارير بأن المسؤولين في الوكالة الدولية للطاقة الذرية لم يستغرق سوى ساعات لتحديد أن هذه الوثائق مزيفة. اكتشف خبراء الوكالة الدولية للطاقة الذرية دلائل على وجود تزوير خام مثل استخدام أسماء غير صحيحة لمسؤولين نيجري. ونتيجة لذلك، أبلغت الوكالة الدولية للطاقة الذرية مجلس الأمن التابع للأمم المتحدة أن الوثائق «ليست حقيقية في الواقع». وكتب المتحدث باسم الأمم المتحدة ما يلي:
 وتمكن أ. أ. أ. أ. أ. أ. من استعراض المراسلات الواردة من مختلف هيئات حكومة النيجر ومقارنة شكل وشكل ومضمون وتوقيع تلك المراسلات مع ما يدعى من وثائق متصلة بالمشتريات. واستنادا إلى التحليل الشامل، خلص أ. أ. أ. بموافقة خبراء خارجيين، إلى أن هذه الوثائق، التي شكلت أساس التقارير المتعلقة بالمعاملات الأخيرة بشأن اليورانيوم بين العراق والنيجر، ليست صحيحة في الواقع. ولذلك استنتجت أن هذه الادعاءات المحددة لا أساس لها من الصحة.[25]
استفسارات بريطانية
لجنة الشؤون الخارجية
وقد أجريت أول تحقيق بريطاني في هذه المسألة من قبل لجنة مجلس العموم للشؤون الخارجية المختارة .[26]  وتتألف اللجنة من أربعة عشر عضوا في البرلمان من أحزاب الحكومة والمعارضة، ولها دعم دائم عبر الأحزاب.[27] فحصوا واختبروا العديد من الادعاءات الأساسية في ملف سبتمبر/أيلول، أسلحة الدمار الشامل العراقية: تقييم الحكومة البريطانية، بما في ذلك موضوع حيازة اليورانيوم.
وفي يونيو/حزيران ويوليو/تموز، شهد وزير الخارجية البريطاني جاك سترو بأن الادعاء في الملف استند إلى أدلة منفصلة على الوثائق المزورة، وأن هذه المعلومات المخابراتية المحددة، التي تم الحصول عليها من حكومة أجنبية، لا تزال قيد المراجعة ولم يتم تبادلها مع وكالة الاستخبارات المركزية الأميركية.[28] وفي أدلة مكتوبة قدمت إلى اللجنة نفسها، كشف سترو أيضا أن المعلومات الاستخباراتية المنفصلة التي استندت إليها الحكومة البريطانية في استنتاجها، قد أحيطت الوكالة الدولية للطاقة الذرية أيضا من قبل جهاز مخابرات أجنبي يمتلك التقرير، قبيل بيان المدير العام للوكالة الدولية للطاقة الذرية الدكتور محمد البرادعي أمام مجلس الأمن الدولي في 7 مارس/آذار 2003.[29][30] وقد تم تأكيد ذلك أيضا في رد برلماني إلى لين جونز عضو البرلمان.[31] اتصلت لين جونز بعد ذلك بالوكالة الدولية للطاقة الذرية للسؤال عما إذا كان طرف ثالث قد ناقش أو تقاسم معلومات استخباراتية منفصلة معهم، وإذا كان الأمر كذلك، فما هو التقييم الذي قاموا به. ورد المتحدث باسم الوكالة الدولية للطاقة الذرية مارك جوزديكي على جونز في مايو 2004:
أستطيع أن أؤكد لكم أننا تلقينا معلومات من عدد من الدول الأعضاء بشأن الادعاء بأن العراق سعى للحصول على اليورانيوم من النيجر. ومع ذلك، لم نتعلم أي شيء من شأنه أن يجعلنا نغير الاستنتاج الذي أبلغنا به إلى مجلس الأمن التابع للأمم المتحدة في 7 آذار/مارس، 2003 وفيما يتعلق بالوثائق التي اعتبرت مزورة ولم تتلق أي معلومات يبدو أنها تستند إلى أي شيء غير تلك الوثائق.[32]
وبعد التحدث مع العديد من الشهود والنظر في الكثير من الأدلة، حكمت اللجنة على الأدلة التي تشير إلى أن العراق يحاول الحصول على اليورانيوم لم يكن قويا بالقدر الكافي لتبرير الشروط المطلقة.
ونخلص إلى أن من الغريب حقا أن تؤكد الحكومة أنها لم تكن تعتمد على الأدلة التي ثبت أنها مزورة منذ ذلك الحين، ولكن بعد ثمانية أشهر لا تزال تستعرض الأدلة الأخرى. وكان ينبغي أن يكون التأكيد «... بأن العراق يسعى إلى توريد كميات كبيرة من اليورانيوم من أفريقيا ...» مؤهلا ليعكس عدم اليقين.[33]
لجنة باتلر
  وخلصت لجنة بتلر التي عينها رئيس الوزراء توني بلير آنذاك إلى أن التقرير الذي كانت حكومة صدام تسعى للحصول على اليورانيوم في أفريقيا يبدو «قائما على أسس سليمة»:
⦁	وتقبل جميع الأطراف أن المسؤولين العراقيين زاروا النيجر في عام 1999.
⦁	وكانت لدى الحكومة البريطانية معلومات من عدة مصادر مختلفة تشير إلى أن هذه الزيارة كانت لغرض الحصول على اليورانيوم. وبما أن اليورانيوم يشكل ما يقرب من ثلاثة أرباع صادرات النيجر، فإن المعلومات الاستخباراتية كانت جديرة بالثقة.
⦁	ولم تكن الأدلة قاطعة على أن العراق اشترى بالفعل يورانيوم، وليس سعى للحصول عليه، ولم تدعي الحكومة البريطانية ذلك.
⦁	ولم تكن الوثائق المزورة متاحة للحكومة البريطانية وقت إجراء تقييمها، ومن ثم فإن وقوع التزوير لا يقوض ذلك.[34]
 لكن المراجعة نفسها كانت في جدل دفع كلا الحزبين المعارضين لإنهاء مشاركتهم وترك حزب العمال بزعامة توني بلير الحزب الوحيد الذي شارك في المراجعة.[35]
المزيد من الشكوك
وفي كانون الثاني/يناير 2006  ، كشفت صحيفة نيويورك تايمز عن وجود مذكرة تنص على أن اقتراح بيع اليورانيوم «غير محتمل» بسبب مجموعة من العقبات الاقتصادية والدبلوماسية واللوجستية. ووزعت المذكرة المؤرخة 4 آذار/مارس 2002 على مستويات رفيعة على يد مكتب وزير الخارجية السابق كولن باول  ووكالة الاستخبارات الدفاعية.[36]
بيانات ويلسون
وفي إحدى مقالات 2003 يوليو/تموز، روى السفير ويلسون تجاربه وقال «ليس لدي خيار سوى أن أستنتج أن بعض المعلومات الاستخباراتية المتعلقة ببرنامج الأسلحة النووية العراقي قد تم الترويع منها للمبالغة في التهديد العراقي».[18]
وقال ويلسون لصحيفة واشنطن بوست في حزيران/يونيو 2003 انه استنتج بان المعلومات الاستخباراتية حول يورانيوم النيجر كانت مبنية على الوثائق المزورة لان «التواريخ كانت خاطئة والأسماء خاطئة». لكن الصحف ذات الصلة لم تكن في أيدي وكالة الاستخبارات المركزية إلا بعد ثمانية أشهر من قيام ويلسون برحلته. وكان على ويلسون أن يتخلف عن ذلك وقال أنه ربما كان قد «تحدث بشكل خاطئ» في هذا الشأن.[37] [38] أفادت لجنة الاستخبارات بمجلس الشيوخ، التي فحصت معلومات استخباراتية سابقة على حرب العراق، أن ويلسون «لم يشاهد تقارير المخابرات المركزية الأمريكية قط ولم يكن لديه أي معرفة بالأسماء والتواريخ الواردة في التقارير».[37][38]
منشأ الوثائق المزورة
ولم يحكم على أحد بتزوير الوثائق. وقد تم الإبلاغ عن نظريات مختلفة حول كيفية إنتاجها وتوزيعها ومكان ممارسة الضغط للحفاظ على طبيعتها الاحتيالية سرا.
تم تسريبه من خلال عميل المخابرات الإيطالي السابق
وبحلول أواخر عام 2003، كان قد تم الكشف جزئيا عن الوثائق. وتم الحصول عليها من قبل «مستشار أمني» (وعميل سابق لوكالة السلائف إلى SISMI، the SID)، روكو مارتينو،  من الاستخبارات العسكرية الايطالية (SISMI).[39]   نقل مقال في صحيفة التايمز (لندن) عن مارتينو أنه تلقى الوثائق من امرأة على موظفي سفارة النيجر (الواقعة في شقة صغيرة في روما)، بعد أن رتب أحد موظفي مؤسسة SISMI العاملين اجتماعا.[12] فيما بعد، تراجع مارتينو وقال إنه قد أسيء الاستشهاد به، وأن إس إس آي لم يسهلا الاجتماع حيث حصل على الوثائق. وقد تبين فيما بعد أن مارتينو قد دعي للعمل كقناة للوثائق من قبل العقيد أنطونيو نسيرا من SISMI، رئيس أقسام الاستخبارات المضادة وانتشار أسلحة الدمار الشامل في مركز عمليات روما التابع للحركة.[40]
وقدم مارتينو بدورهم للصحفية الإيطالية إليسابيتا بوربا. بناء على تعليمات من محررها في بانوراما، عرضت بوربا عليهم السفارة الأمريكية في روما في أكتوبر 2002.[12] أثنى محررو «بانوراما» المملوكة لبرلسكوني على بوربا من التحقيق في مصدر التزوير.
وأشار  مقال نشرته صحيفة فايننشال تايمز في أغسطس/آب 2004 إلى أن المسؤولين الفرنسيين ربما كانوا قد أتآكروا في نشر الوثائق المزورة. وتنص المادة على ما يلي:
ووفقا لمسؤولين أوروبيين كبار، زود [روكو مارتينو] المسؤولين الفرنسيين في عام 1999 بوثائق حقيقية كشفت أن العراق ربما كان يخطط لتوسيع «التجارة» مع النيجر. ويفترض أن تكون هذه التجارة في اليورانيوم وهو التصدير الرئيسي للنيجر. ثم أصبح السيد مارتينو على علم أولا بقيمة الوثائق المتعلقة بصادرات النيجر من اليورانيوم. ثم طلب منه المسئولون الفرنسيون أن يقدم المزيد من المعلومات التي أدت إلى ازدهار «السوق» في الوثائق. وقد زود فرنسا فيما بعد بمزيد من الوثائق التي تبين أنها مزورة عندما تم تسليمهم للوكالة الدولية للطاقة الذرية من قبل الدبلوماسيين الأمريكيين.
  كما ذكرت صحيفة تايمز أن «المسؤولين الفرنسيين لم يقلوا ما إذا كانوا يعرفون السيد مارتينو، ومن غير المحتمل أن يؤكدوا أو ينكرون أنه مصدر».[41]
الموظفون الحاليون أو السابقون في الفرع التنفيذي للولايات المتحدة
ولم يعرف بعد كيف جاءت المخابرات الإيطالية بالوثائق ولماذا لم تقدم مباشرة إلى الولايات المتحدة. وطبقا لمقال نشر عام 2003 في مجلة نيويوركر على يد سيمور هيرش، فإن التزوير ربما كان عبارة عن عملية اغتصاب متعمدة من قبل ضباط وكالة الاستخبارات المركزية الحاليين والسابقين لحسم نقطة ضد تشيني والمحافظين الجدد الآخرين . ويروي هيرش كيف قال له ضابط سابق «إن شخصا ما تعمد أن يسمح بوجود شيء ما كاذب هناك». يواصل هيرش:
وأصبح أكثر استعدادا في الأشهر التالية، حيث قال في النهاية إن مجموعة صغيرة من العاملين السريين المتقاعدين الساخطين من وكالة المخابرات المركزية قد تلاحقوا معا في أواخر صيف العام الماضي وصاغوا الوثائق المزورة بأنفسهم. وقال الضابط السابق "لقد تم اعتقال رجال الوكالة على تشيني". "قالوا، يا أيها، سنضع العضة على هؤلاء الرجال". وقال مصدري أنه تم إخباره لأول مرة عن التلفيق في أواخر العام الماضي، في أحد التجمعات العديدة في منطقة واشنطن التي كانت تضم مسئولي المخابرات المركزية الأمريكية السابقين والحاضرون. "كان الجميع
تفاخر به - إليك ما فعلناه. كان باردا، باردا، باردا". وقال إن هؤلاء المتقاعدين كانوا على اتصال ممتاز بين الضباط الحاليين في الوكالة وتم إطلاعهم بالتفصيل على معلومات المخابرات بسيسمي.[42]
وفي مقابلة نشرت في 7 أبريل/نيسان 2005، سئل كانيسترارو من قبل إيان ماسترز عما سيقوله إذا كان قد تم التأكيد على أن مصدر التزوير كان مجلس الأمن القومي السابق ومستشار وزارة الخارجية مايكل ليدين. (ويزعم أيضا أن ليدين كان بمثابة اتصال بين مجتمع الاستخبارات في الولايات المتحدة والجماعة الإسلامية للمعلومات الاستخباراتية منذ عقدين من الزمان). ورد كانيسترارو قائلا: «ستكون قريبا جدا».[43] وقد أنكر ليدين ذلك في مقال يذكر، مع ذلك، أنه عمل في مجلة بانوراما المذكورة آنفا.[44]
في مقابلة في 26 يوليو 2005، شريك كانيسترارو التجاري والكاتب في مجلة «المحافظين الأمريكيين»، وفيليب جيرالدي، ضابط مكافحة الإرهاب السابق في السي آي ايه، وأكد لسكوت هورتون أن التزوير تم إنتاجه من قبل «اثنين من ضباط المخابرات المركزية السابقين المطلعين على ذلك الجزء من العالم المرتبطين ببعض المحافظين الجدد المعروفين الذين لهم صلات وثيقة بإيطاليا». وعندما قال هورتون إنه يجب أن يكون ليدين أكد ذلك، وأضاف أن ضباط المخابرات الأمريكية المركزية السابقين «لديهم أيضا بعض المصالح في رأس المال، سنقول مع العملية. وكثير من هؤلاء الأشخاص في مراكز استشارية، وهم يحصلون على مكافآت مختلفة، كما نقول، في حسابات خارجية، وهذا النوع من الأشياء».[45]
وفي مقابلة ثانية مع هورتون أوضحت جيرالدي أن ليدين وأصدقاءه السابقين في وكالة الاستخبارات المركزية عملوا مع أحمد الجلبي  والمؤتمر الوطني العراقي. «هؤلاء الناس فعلوا ذلك على الأرجح لسببين، لكن أحد الاسباب هو تورط هؤلاء الاشخاص من خلال المحافظين الجدد في المؤتمر الوطني العراقي والجلبي واهتمام مالي باشعال الضغوط ضد صدام حسين وربما شن حرب معه».[46]
موظفو المخابرات الإيطالية الحاليين والسابقين
ويقابل اقتراح مؤامرة من ضباط المخابرات المركزية الأمريكية سلسلة من المقالات المتفجرة[47] في صحيفة لا ريبوبليكا الإيطالية.[48][49][50] أفاد مراسلو التحقيقات كارلو بوني وجيوسيبي دوفانزو أن Nicolò Pollari، رئيس جهاز الاستخبارات العسكرية الإيطالي، SISMI، أحضرت قصة الكعكة الصفراء في النيجر إلى البيت الأبيض مباشرة بعد أن رفضت وكالة الاستخبارات المركزية طلباتهم الملحة في عامي 2001 و 2002. وكان سيسمي قد أبلغ وكالة المخابرات المركزية الأمريكية في 15 أكتوبر/تشرين الأول 2001 أن العراق قد سعى للحصول على الكعكة الصفراء في النيجر، وهو تقرير كان يجسده أيضا على المخابرات البريطانية، مما خلق صدى بأن التزوير في النيجر نفسه كان مدعما قبل أن يتم الكشف عنه على أنه خدعة.
والتقى بولاري سرا في واشنطن يوم 9 سبتمبر/أيلول 2002 مع ستيفن هادلي نائب مستشار الأمن القومي آنذاك. وجاء اجتماعهما السري في لحظة حرجة  في حملة البيت الأبيض لإقناع الكونجرس والرأي العام الأميركي بأن الحرب في العراق ضرورية لمنع صدام حسين من تطوير أسلحة نووية. ولكن ما قد يكون أهم بالنسبة للمراقبين الأمريكيين هو ادعاء لا ريبوبليكا بأن الإيطاليين أرسلوا المخابرات الزائفة عن النيجر والعراق ليس فقط من خلال قنوات الحلفاء التقليدية مثل السي آي ايه، ولكن مباشرة في البيت الأبيض. وتتوسع قناة البيت الأبيض المباشرة هذه في الأسئلة حول الإشارة التي تبلغ 16 كلمة إلى اليورانيوم من إفريقيا في خطاب حالة الاتحاد الذي ألقاه الرئيس بوش عام 2003 - والذي ظل في الخطاب بالرغم من تحذيرات المخابرات الأمريكية المركزية ووزارة الخارجية بأن الادعاء لم يكن مدعما بالأدلة.[51] [52]
ما بعد الحرب
وفي مارس/آذار 2003 ، وافق السيناتور جاي روكفلر، نائب رئيس لجنة الاستخبارات المختارة في مجلس الشيوخ، على عدم فتح تحقيق الكونجرس في الأمر، بل طلب من مكتب التحقيقات الفيدرالي (FBI) إجراء التحقيق.[53]
وفي عام 2003, سرب «كبار المسئولين» المجهولين في الإدارة كلمة إلى الصحفي روبرت نوفاك بأن زوجة ويلسون، فاليري بليم،  كانت عميلة للسي آي ايه. وطلبت وكالة الاستخبارات الأميركية تحقيقا لمعرفة ما إذا كان هذا الكشف العلني غير قانوني، وبالتالي فإن جدل يورانيوم النيجر أحدث تحقيقا قانونيا مستمرا وفضيحة سياسية.
وفي سبتمبر 2004    , قرر برنامج سي بي إس نيوز لمدة 60 دقيقة تأجيل قصة كبيرة عن التزوير لأن مثل هذه الإذاعة قد تؤثر على الانتخابات الرئاسية الأمريكية لعام 2004.  وقال متحدث باسم شبكة سي بي إس التليفزيونية «نعتقد الآن أنه من غير المناسب بث التقرير قريبا جدا من الانتخابات الرئاسية». وقد تبع هذا القرار عن كثب الجدل الدائر حول وثائق كيليان.[54]
Nicolò Pollari، مدير وكالة المخابرات SISMI، [51] أخبر لجنة المخابرات البرلمانية الإيطالية أن الملف جاء من روكو مارتينو، جاسوس إيطالي سابق.
وذكرت صحيفة لوس أنجلوس تايمز في 3 ديسمبر/ كانون الأول 2005 أن مكتب التحقيقات الفدرالي أعاد فتح التحقيق في «كيفية اعتماد إدارة بوش على وثائق مزورة تربط العراق بمواد أسلحة نووية كجزء من تبريرها للغزو». وبحسب صحيفة «تايمز» فان «مسؤولا كبيرا في مكتب التحقيقات الفدرالي (اف بي أي) قال انه لم يعثر على أي دليل على تورط الحكومة الاجنبية في عمليات التزوير لكن مكتب التحقيقات الفدرالي لم يستجوب مارتينو وهو شخصية مركزية في دراما موازية في روما».

### إزالة الكعكة الصفراء المعروفة
في عام 2008، سهلت الولايات المتحدة شحن الكعكة الصفراء (خام اليورانيوم المكرر) خارج العراق. وكانت هذه الكعكة الصفراء مخزونة قبل حرب الخليج الأولى، وأعلنت للوكالة الدولية للطاقة الذرية وتحت ضمانات الوكالة الدولية للطاقة الذرية. تمت إزالة أكثر من 550 طن من الكعكة الصفراء من العراق وشحنها في نهاية المطاف إلى كندا.